# 앙드레 고베르
앙드레 앙리 고베르(프랑스어: André Henri Gobert, 1890년 9월 30일 ~ 1951년 12월 6일)는 프랑스의 남자 테니스 선수로 1912년 스톡홀름 올림픽에서 단식과 복식의 양실내 종목에서 2개의 금메달을 획득하였다.

## 경력
파리에서 태어나 사망한 고베르는 11세의 나이에 테니스를 시작하였다.
그는 토너먼트가 프랑스 테니스 클럽과 회원증을 가진 아마추어 선수들에게만 열릴 때 1911년과 1920년 2회의 프랑스 오픈을 우승하였다. 그는 또한 1919년 세계 정구 연맹의 실내 경기를 우승하기도 하였다. 세계 하드 코트 선수권에서 2회의 준우승(1913, 1920)을 하기도 한 고베르는 스톡홀름 올림픽 실내 종목 2관왕이 되었다.
그는 런던에 있는 퀸스 클럽에서 열린 영국 카버드 코트 선수권에서 5회의 단식 타이틀(1911, 1912, 1920, 1921, 1922)을 우승하였다. 1910년 그는 단식 경기의 첫번째와 2라운드에서 꺾인 선수들을 위한 경연 대회인 윔블던에서 열린 전잉글랜드 플레이트를 우승하였다.
1912년과 1922년 사이에 고베르는 5개의 쟁탈전에서 프랑스 데이비스 컵을 위하여 활약하고, 3승 11패의 기록을 수집하였다.